# 村野守治
村野 守治（むらの もりじ、村野 守次、1912年（明治45年）1月9日-1989年（平成元年）3月23日）は、日本の歴史学者。専門は日本近代史、明治維新史、鹿児島県の郷土史。鹿児島女子短期大学教授。西郷隆盛研究の第一人者だった。

## 人物
鹿児島県鹿児島市生まれ。1930年（昭和5年）旧制鹿児島県立第二鹿児島中学校（現・鹿児島県立甲南高等学校）卒業。1934年（昭和9年）旧制第七高等学校造士館卒業。1938年（昭和13年）東京帝国大学文学部国史学科卒業。同年5月より文部省維新史料編纂事務局嘱託。大日本青少年団本部文化部を経て、帰郷し1944年（昭和19年）5月に母校・第二鹿児島中学校の教諭となる。学制改革により1949年4月に鹿児島県甲南高等学校（後に改称し鹿児島県立甲南高等学校）が発足し、引き続き教諭を務める。1961年（昭和36年）4月より鹿児島県立甲南高等学校教頭を務めた後、1966年（昭和41年）4月から鹿児島県立加世田高等学校校長、1969年（昭和44年）4月から鹿児島県立加治木高等学校校長、1971年（昭和46年）4月から鹿児島県立甲南高等学校校長、1972年（昭和47年）4月から鹿児島県立青少年研修センター所長を歴任して、1975年（昭和50年）3月に県の教職員を退職。
1976年（昭和51年）から4年間、鹿児島経済大学（現・鹿児島国際大学）非常勤講師。並行して鹿児島女子短期大学非常勤講師を経て、1977年（昭和52年）4月から1985年（昭和60年）3月まで鹿児島女子短期大学教授に任じられる。教授職の間、同短大の図書館長や教養学科長も務めた。教授退職後も再び鹿児島女子短期大学で非常勤講師として教える。その他、鹿児島県文化財保護審議委員も務めた。1983年（昭和58年）に鹿児島県から県民表彰（教育文化部門）を受ける。主な編著書に『島津斉彬のすべて』『西郷隆盛全集』『鹿児島市のおいたち』、監修書に『鹿児島県教育史』がある。環境学者の村野健太郎は息子。